# Герб Подільського району
Герб Подільського району — офіційний символ Подільського району міста Києва. Положення про герб і прапор району затверджено 26 червня 2003 року.
Герб району: у пурпуровому (малиновому) полі золота куша (арбалет), яку тримає рука в золотих лицарських обладунках. Герб вписано у золотий картуш і увінчано срібною міською короною.
Самостріл-арбалет був видозміною герба міста Києва у XVII-XVIII століттях. На цей час саме Поділ був центром самоврядної міської громади, тут знаходилася ратуша, в якій відбувалися засідання міської ради та лави, діяла міська канцелярія.